# رولاند زوفل
رولاند زوفل (انگلیسی: Roland Zöffel؛ زادهٔ ۱۷ اوت ۱۹۳۸) دوچرخه‌سوار اهل سوئیس است.